# Soatá
Soatá là một khu tự quản thuộc tỉnh Boyacá, Colombia. Thủ phủ của khu tự quản Soatá đóng tại Soatá Khu tự quản Soatá có diện tích ki lô mét vuông. Đến thời điểm ngày 28 tháng 5 năm 2005, khu tự quản Soatá có dân số 17706 người.